# Lythrurus snelsoni
Lythrurus snelsoni és una espècie de peix cipriniforme de la família dels ciprínids.

## Morfologia
Els mascles poden assolir els 5,3 cm de longitud total.

## Distribució geogràfica
Es troba a Arizona i Oklahoma (Estats Units).